# Raumfahrt

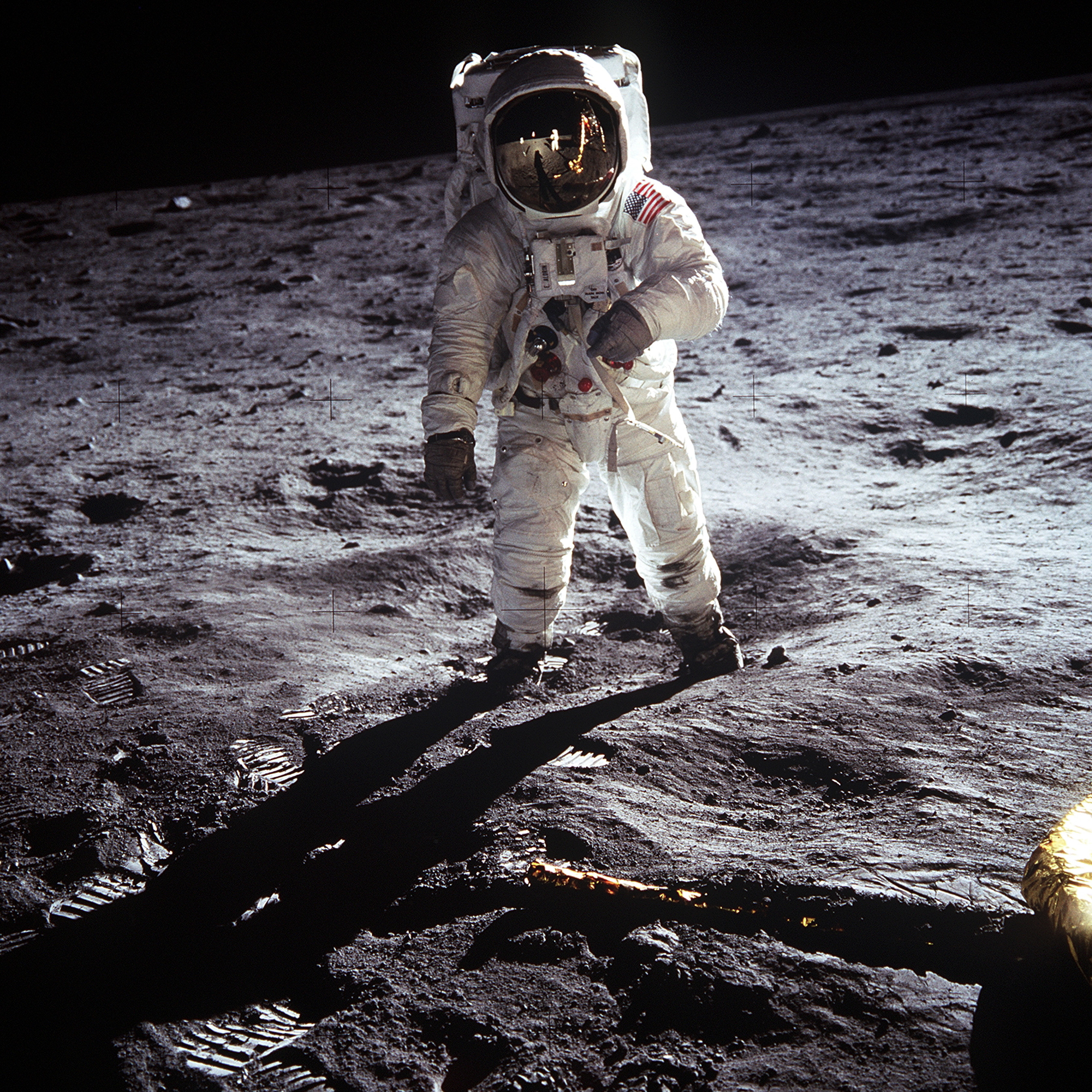
Buzz Aldrin,
zweiter Mensch auf dem Mond (Juli 1969, Apollo 11)

Als Raumfahrt (auch Weltraumfahrt, Kosmonautik oder Astronautik genannt) werden Reisen oder Transporte in oder durch den Weltraum bezeichnet. Der Übergang zwischen Erde und Weltraum ist fließend, er wurde von der US Air Force auf eine Grenzhöhe von 50 Meilen (~80 km) und von der Fédération Aéronautique Internationale (FAI) auf eine Grenzhöhe von 100 Kilometern festgelegt (für letzteres siehe Kármán-Linie). Beide definierten Höhen liegen in der Hochatmosphäre und wurden zuerst von den deutschen „V2-Raketen“ 1944 während des Zweiten Weltkriegs erreicht.
Als Beginn der Raumfahrt gilt der Start von Sputnik 1 durch die Sowjetunion am 4. Oktober 1957. Meilensteine der bemannten Raumfahrt waren unter anderem Wostok 1 mit Juri Gagarin 1961 als erster Mensch im Weltall, 1969 die erste bemannte Mondlandung mit Apollo 11, mit Saljut 1 die erste bemannte Raumstation 1971 oder der erste wiederverwendbare Raumflugkörper mit der Raumfähre Space Shuttle 1981. Bis Ende 2017 waren über 500 Menschen im All (siehe Liste der Raumfahrer). In der unbemannten Raumfahrt haben Raumsonden Monde und Planeten erforscht. In großer Zahl arbeiten Kommunikationssatelliten auf geostationären Positionen. Navigationssatelliten umkreisen die Erde, damit von jedem Ort der Erde aus möglichst mehrere Satelliten empfangen werden können. Erdbeobachtungssatelliten liefern hochauflösende Bilder für wissenschaftliche, kommerzielle und militärische Zwecke.

## Vorbemerkung
Die chronologische Auflistung der bisherigen Raumfahrtmissionen ist unterteilt:
- Zeitleiste der Erkundung des Weltraums
- Liste der bemannten Raumflüge

Darüber hinaus gibt es die Hauptartikel
- Geschichte der Raumfahrt
- Bemannte Raumfahrt
- Unbemannte Raumfahrt

sowie Hauptartikel über
- Rakete und Trägerrakete
- Satellit (Raumfahrt) und Raumsonde
- interplanetare Navigation
- Weltraummüll

Der Artikel Raumfahrt fasst die wichtigsten Aspekte zusammen und beschäftigt sich mit den Grundlagen der Raumfahrt.

## Geschichte
Obwohl schon lange die Vorstellung von Reisen zum Mond oder anderen Planeten und Sternen bestand, entstanden erst im 20. Jahrhundert mit der Entwicklung der Raketentechnik die bisher einzigen Techniken, mit denen eine ausreichend hohe Geschwindigkeit erreicht werden kann. Für eine einfache Umlaufbahn sind das von der Erde mindestens 7,9 km/s (siehe Kosmische Geschwindigkeit).

### Theoretische Grundlagen und Raketen-Pioniere
Es gab drei Pioniere der Raumfahrt, den russischen Physiker Konstantin Ziolkowski (1857–1935), den US-amerikanischen Physiker Robert Goddard (1882–1945) und den österreichisch-ungarisch-deutschen Physiker Hermann Oberth (1894–1989), die unabhängig voneinander erkannt haben, dass die bisher für Feuerwerke und militärische Zwecke verwendeten Feststoffraketen zu schwach sein würden, um den Weltraum zu erreichen. Daher schlugen sie die Verwendung von flüssigen Raketentreibstoffen (Wasserstoff, Sauerstoff und Kohlenwasserstoffen) und das Prinzip der Mehrstufenrakete vor.
Sie arbeiteten unabhängig voneinander am Flüssigkeitsraketentriebwerk, der Kühlung der Brennkammer und der Steuerung der Rakete mittels Strahlruder und Kreiselinstrument und stellten mit der Raketengrundgleichung auch das Prinzip der Mehrstufenrakete auf eine wissenschaftliche Basis. Sie befassten sich auch mit Fragen des Betriebs von Raumstationen, der industriellen Nutzung des Weltraums und der Nutzung seiner Ressourcen.
Konstantin Ziolkowski veröffentlichte 1903 in der russischen Zeitschrift Wissenschaftliche Rundschau unter dem Titel Erforschung des Weltraums mittels Reaktionsapparaten seine Herleitungen. Aber seine Arbeit fand im Zarenreich kaum Beachtung und wurde, weil sie nur in russischer Sprache verfügbar war, im Ausland nicht bekannt.
1920 publizierte das Smithsonian Institut die zukunftsträchtige Abhandlung von Robert Goddard Methods for Reaching Extreme Altitudes (Methoden zum Erreichen extremer Höhen),
in der er behauptete, dass Raketen genutzt werden könnten, um Nutzlasten auf den Mond zu schicken. Die Presse machte sich über seine Veröffentlichung lustig und titulierte ihn „Moon Man“ (Mondmann). Um weiterer Beobachtung zu entgehen, zog Goddard schließlich nach New Mexico, wo er seine Forschung im Stillen durchführen konnte. Zu Goddards Lebzeiten zog seine Arbeit kaum ernsthafte Aufmerksamkeit auf sich.
Durch die Veröffentlichung von Hermann Oberths Buch Die Rakete zu den Planetenräumen von 1923, welches breite internationale Resonanz auslöste, erinnerte sich der russlanddeutsche Autor Friedrich Zander wieder eines Zeitschriftenartikels, den er einst gelesen hatte. Er trat in Kontakt zu Konstantin Ziolkowski und veröffentlichte ein Buch über dessen Person und Arbeiten, wodurch Ziolkowski einem breiteren russischen und auch internationalen Publikum bekannt wurde.
Für Oberth war die Rakete Mittel zum Zweck einer interplanetaren Raumfahrt. Bereits 1929 veröffentlichte er in seinem Werk „Wege zur Weltraumfahrt“ Anwendungsmöglichkeiten einer 2-Stufenrakete, Ideen zu Raumstationen im erdnahen Orbit von 700 bis 1200 km Höhe und wissenschaftliche Überlegungen und Berechnungen für Flüge (einschließlich Landungen) zum Mond, zu Asteroiden, zum Mars, zur Venus, zum Merkur und zu Kometen. Er gilt als Erfinder des Ionentriebwerks, dessen Physik, die Funktion, die Konstruktion und die Nutzung für den interplanetaren Flug er in einem Buch darlegt.
Von den ersten Ingenieuren und experimentellen Wissenschaftlern sei noch der Südtiroler Astronom und Raketenpionier Max Valier (1895–1930) erwähnt. Valier wagte als erster Europäer Experimente mit flüssigen Treibstoffen und baute unter anderem ein Raketenauto (im Deutschen Museum ausgestellt). Bei einem Labortest in Berlin explodierte ein Aggregat, und ein Metallsplitter tötete den erst 35-Jährigen.
Weitere bekannte Pioniere sind:

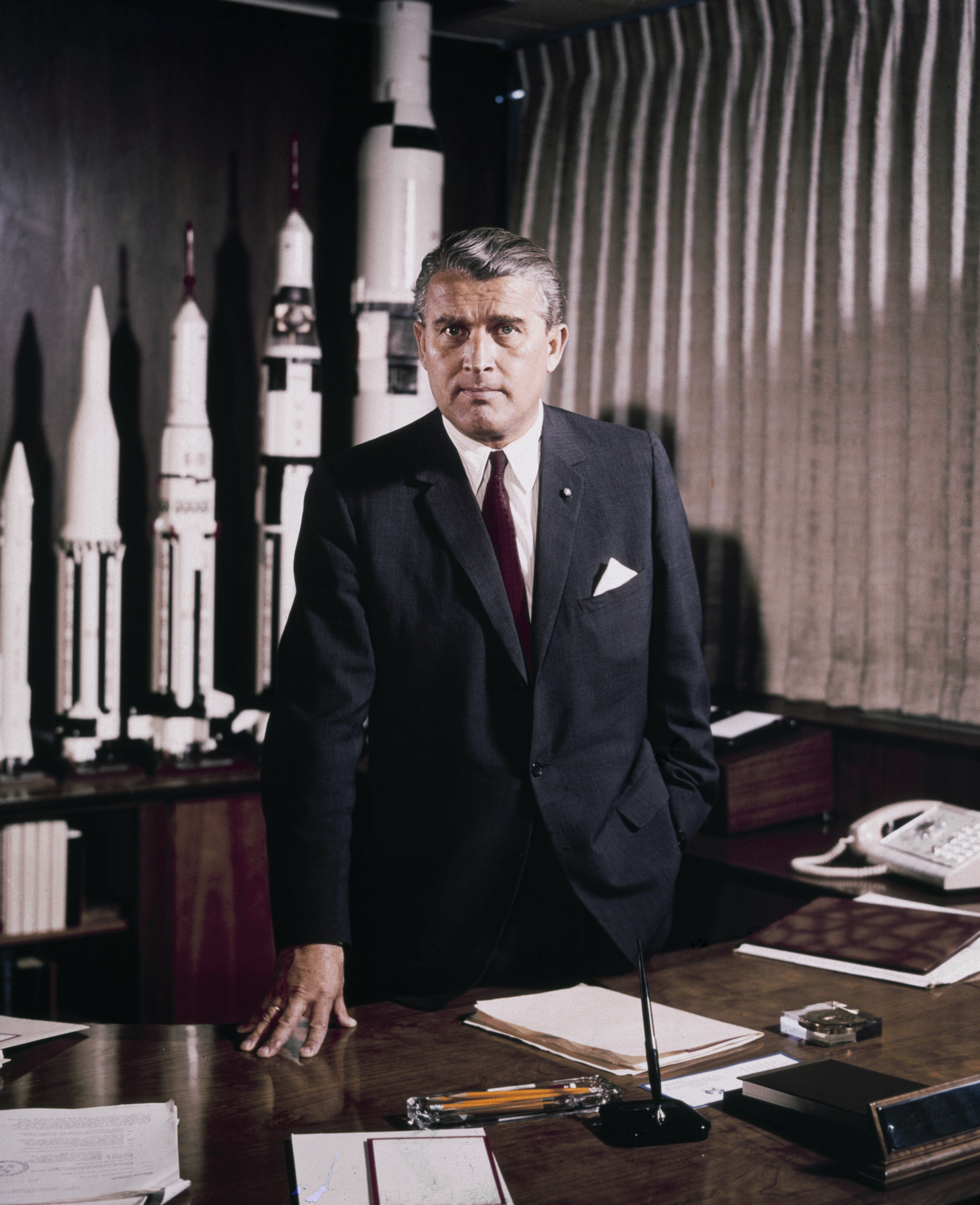
Wernher von Braun

- Sergei Pawlowitsch Koroljow, Sowjetunion
- Nikolai Dmitrijewitsch Kusnezow, Sowjetunion
- James Van Allen, USA
- Wernher von Braun, Deutschland, ab September 1945 USA
- Helmut Gröttrup, Deutschland.
- Eugen Sänger, Deutschland

### Militär und Industrie entdecken die Raumfahrt
Dieser Prozess setzte zunächst im Deutschen Reich ein, das in der neuen Technologie eine Möglichkeit erkannte, die Bestimmungen des Versailler Vertrags zu umgehen. Bis zum Ausbruch des Zweiten Weltkrieges entstand so unter Wernher von Braun die Heeresversuchsanstalt Peenemünde, in der schließlich die A4/V2-Rakete gebaut wurde. Die A4 war als ballistische Artillerie-Rakete großer Reichweite konzipiert und das erste von Menschen konstruierte Objekt, das die Grenze zum Weltraum (nach Definition der FAI mehr als 100 km Höhe, die Kármán-Linie) durchstieß (zu strittigen Details siehe Mission MW 18014).
Diese erste Großrakete der Welt wurde als Fernwaffe vor allem gegen London und Antwerpen eingesetzt. Aufgrund der relativen Treffungenauigkeit und des außerordentlich schlechten Verhältnisses von Kosten und Zerstörungswirkung war dieser Raketentyp militärökonomisch eine Fehlentscheidung. Die Militärstrategen und Politiker der Sowjetunion und der USA erkannten das Potenzial der Raketentechnik, das vor allem darin lag, dass Raketen praktisch nicht abgefangen werden konnten, und versuchten aus dem besetzten Deutschland nicht nur Geräte und Blaupausen, sondern auch Handlungswissen zu erbeuten. Damit begann bereits in den letzten Tagen des Zweiten Weltkrieges ein Wettlauf zwischen den beiden Staaten, der Jahrzehnte andauern sollte. Nach dem Krieg wurden sowohl vollständige Raketen als auch Produktionsanlagen und zahlreiche Wissenschaftler und Techniker in die USA und die Sowjetunion verbracht und bildeten dort die Grundlage der Raketenentwicklung für die nächsten Jahrzehnte (siehe Operation Paperclip).

### Wettlauf ins Weltall im Kalten Krieg

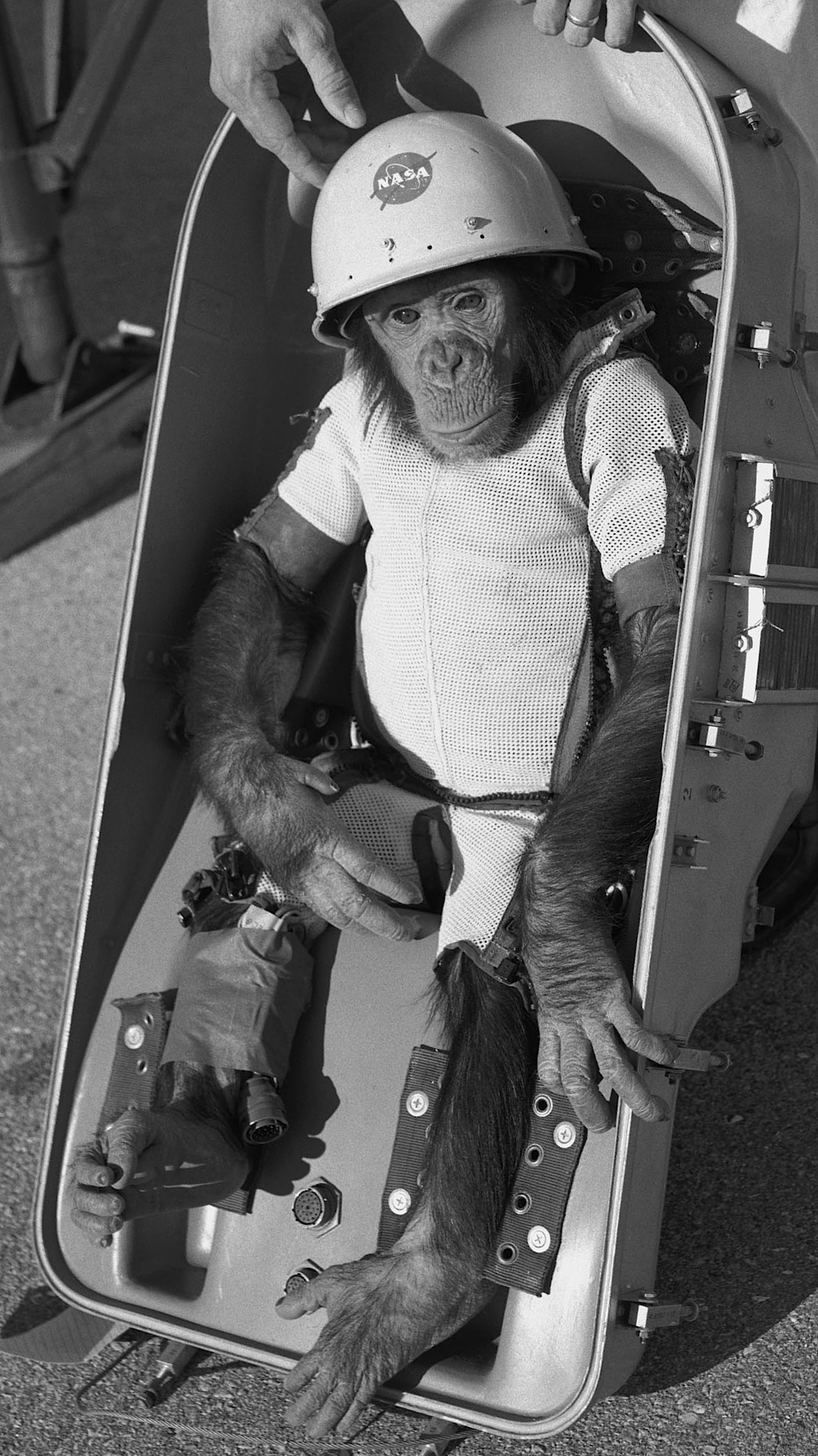
„Ham the Astrochimp“, ein 44 Monate alter Schimpanse, der am 31. Januar 1961 im Rahmen des Mercury-Programms in den Weltraum gebracht wurde

Im nun einsetzenden Kalten Krieg kam der Raumfahrt vor allem eine massenpsychologische und propagandistische Bedeutung zu. Neben dem offensichtlichen militärischen Wert wurde sie von den Zeitgenossen als Messlatte für die Leistungsfähigkeit und Fortschrittlichkeit der beiden konkurrierenden Systeme wahrgenommen.
In den USA war Wernher von Braun wesentlich für die Fortschritte in der Entwicklung verantwortlich und in der Öffentlichkeit entsprechend präsent, während sein Gegenüber Sergei Koroljow selbst in der Sowjetunion nahezu unbekannt war.
Als Folge des sogenannten Sputnikschocks im Oktober 1957 wurde der amerikanischen Öffentlichkeit schlagartig bewusst, dass die Sowjetunion den ursprünglichen technologischen Rückstand fast vollständig aufgeholt hatte. Von diesem Zeitpunkt an wurde die Raumfahrt auch in den USA nach Kräften gefördert, und es kam zu einem regelrechten Wettlauf. Der sowjetischen Raumfahrt gelangen nun zahlreiche bedeutende Erstleistungen. Sie brachte einen Monat nach dem Start von Sputnik 1 die Hündin Laika, in den Weltraum. Am 12. April 1961 umkreiste Juri Gagarin als erster Mensch im Weltall die Erde. Die Sonden Lunik 2 und Luna 9 führten 1959 und 1966 erstmals auf dem Mond eine harte bzw. weiche Landung durch. Dagegen konzentrierten sich die Anstrengungen der USA unter Präsident Kennedy auf die bemannte Mondlandung, die am 20. Juli 1969 von einer halben Milliarde Fernsehzuschauern mitverfolgt wurde.
Obwohl die zivile Raumfahrtbehörde NASA im Mittelpunkt der Öffentlichkeit stand und steht, wurde die Entwicklung der Raumfahrt abseits der öffentlichkeitswirksamen Prestigeprojekte ausschließlich von militärischen Erwägungen bestimmt. Etwa drei Viertel aller Satellitenstarts dienen und dienten militärischen Zwecken. Die USA verfügten seit 1959 über Aufklärungssatelliten, seit 1960 über Wetter-, Navigations- und Frühwarnsatelliten.
Die Sowjetunion führte ihre bereits in den 1960er Jahren begonnenen Forschungen an Kopplungsmanövern, Langzeitflügen und Weltraumausstiegen von Kosmonauten weiter, über die erste Raumstation Saljut 1 bis zu gemeinsamen Kopplungsmanövern mit den USA 1975 und schließlich zur permanent bemannten Raumstation Mir.

### Kooperation und Globalisierung der Raumfahrt

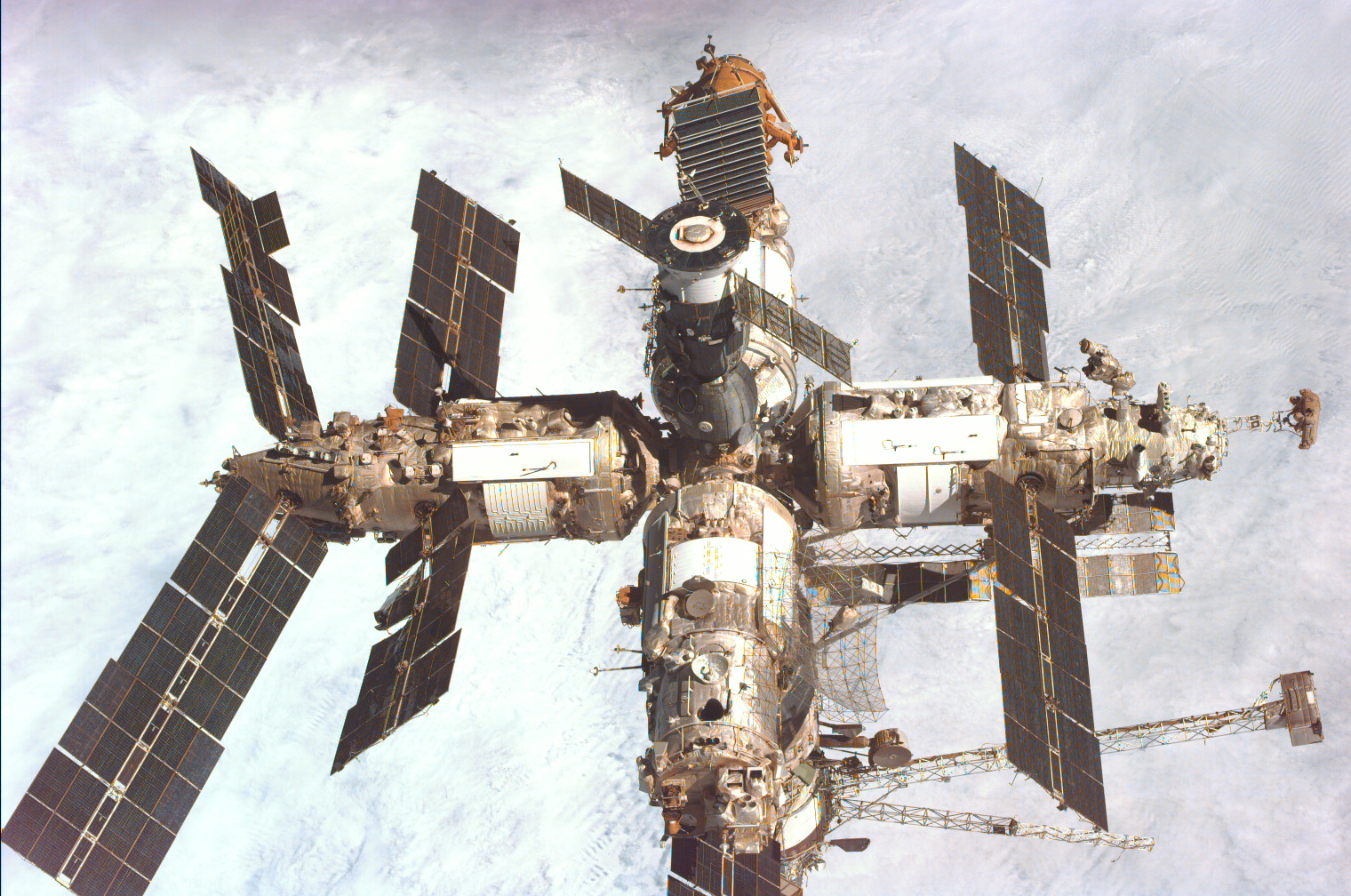
Raumstation Mir

Schon während der Mir-Ära war eine verstärkte Kooperationsbereitschaft zwischen den USA und Russland zu beobachten. So dockte der Space Shuttle mehrmals an der alternden Raumstation an und trug damit wesentlich zum Erhalt bei.
Die gemeinsamen Bemühungen mündeten schließlich in der Planung und dem Bau der Internationalen Weltraumstation (ISS) ab 1998. Nach dem Absturz der Raumfähre Columbia 2003 war sie nur mit Sojus-Raumschiffen erreichbar, ebenso seit der Stilllegung der Space-Shuttle-Flotte 2011. Der Betrieb der ISS ist mindestens bis 2028 vereinbart; eine Verlängerung bis 2030 ist möglich.

### Meilensteine der Raumfahrt (Auswahl)

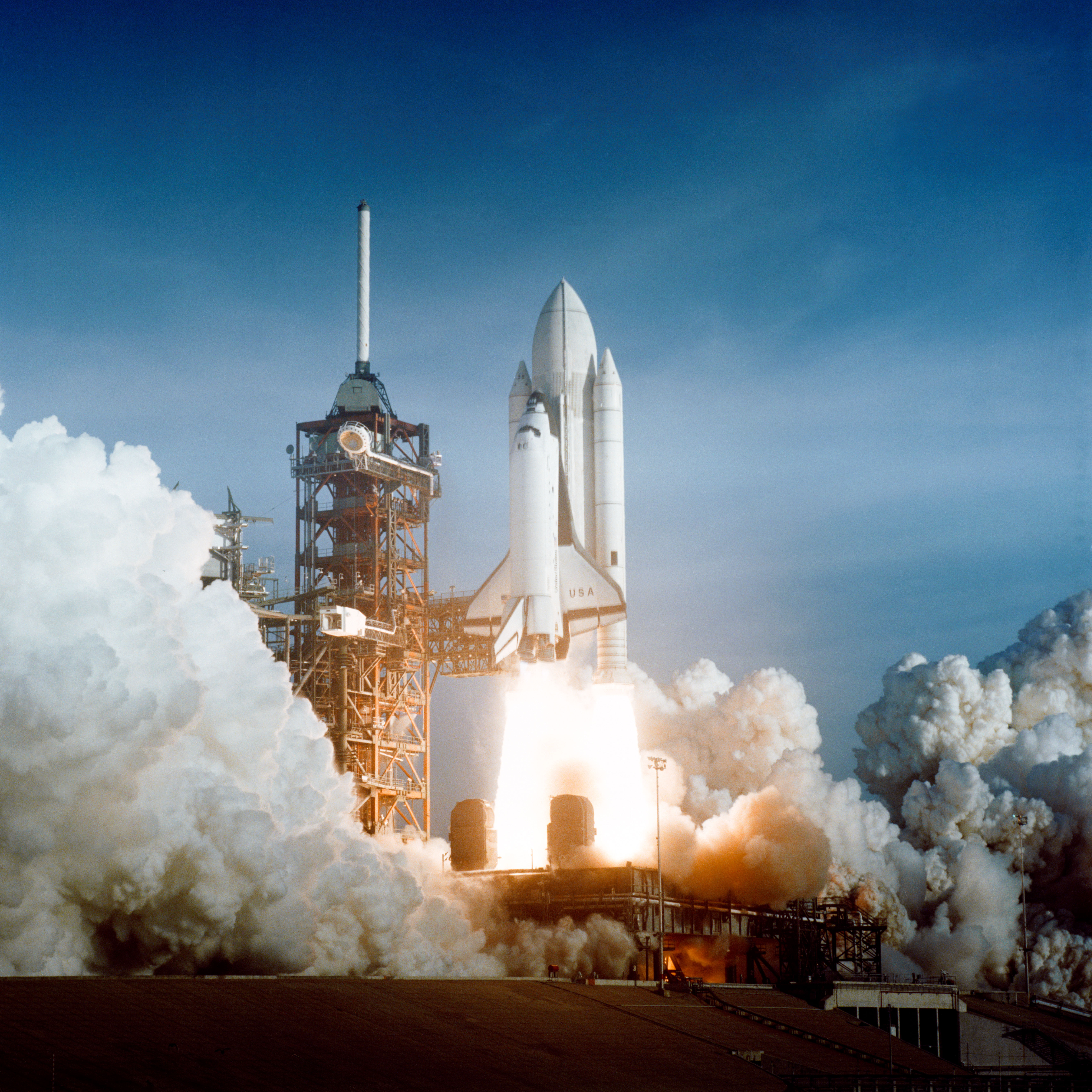
Space Shuttle Columbia

- 3. Oktober 1942: Erster erfolgreicher Start einer A4-Rakete (auch als V2 bekannt) vom Prüfstand VII in Peenemünde. Die erste kosmische Geschwindigkeit, die erforderlich ist, um in eine Erdumlaufbahn zu gelangen, erreicht die A4 jedoch nicht. (Deutsches Reich)
- 20. Juni 1944: Die von der Greifswalder Oie der Heeresversuchsanstalt Peenemünde gestartete A4-Rakete MW 18014 erreicht eine Höhe von über 100 km und ist damit das erste von Menschenhand geschaffene Objekt, das die Definitionsgrenze des Weltraums, die Kármán-Linie überschreitet. (Deutsches Reich)
- Juli bis Dezember 1946: Erste biologische Experimente mit Pflanzen und Pilzen im Weltraum
- 20. Februar 1947: Erste Tiere im Weltall: Fruchtfliegen werden mit einer V2-Rakete von den US-Amerikanern ins Weltall in eine Höhe von 109 Kilometern transportiert, um die Auswirkung von Strahlung zu testen. Die Tiere überleben den Flug. (USA)
- 14. Juni 1949: Als erstes Säugetier wird der Rhesusaffe Albert II. mit einer V2-Rakete der US-Amerikaner in 134 Kilometer Höhe gebracht, stirbt aber anschließend beim Aufprall auf der Erde. (USA)
- 4. Oktober 1957: Start von Sputnik 1, dem ersten von Menschenhand gebauten Satellit. (Sowjetunion)
- 3. November 1957: Sputnik 2 bringt mit der Hündin Laika erstmals ein Lebewesen in eine Erdumlaufbahn. (Sowjetunion)
- 13. September 1959: Der erste von Menschenhand gebaute Flugkörper, Lunik 2, schlägt auf der Mondoberfläche auf. (Sowjetunion)
- 7. Oktober 1959: Lunik 3 fotografiert die Mondrückseite. (Sowjetunion)
- 20. August 1960: Mit Sputnik 5 landen erstmals Lebewesen (u. a. die Hündinnen Belka und Strelka) nach einem Orbitalflug sicher auf der Erde. (Sowjetunion)
- 12. April 1961: Wostok 1. Juri Gagarin fliegt als erster Mensch ins Weltall und umkreist die Erde. (Sowjetunion)
- 5. Mai 1961: Alan Shepard ist bei einem Parabelflug von wenigen Minuten Dauer der erste Amerikaner im All.
- 11./12. August 1962: Wostok 3 und Wostok 4: Andrijan Nikolajew und Pawel Popowitsch starten zum ersten Weltraumrendezvous. Erstmals befinden sich zwei Menschen im Weltraum; die Raumschiffe nähern sich bis auf 5 km. (Sowjetunion)
- 16. Juni 1963: Wostok 6. Walentina Tereschkowa fliegt als erste Frau in den Weltraum. (Sowjetunion)
- 18. März 1965: Woschod 2. Alexei Leonow verlässt als erster Mensch ein Raumschiff und schwebt frei im Weltraum. (Sowjetunion)
- 3. Februar 1966: Mit der Sonde Luna 9 gelingt die erste weiche Landung auf einem anderen Himmelskörper, dem Mond. (Sowjetunion)
- 16. März 1966: Erste Kopplung in der bemannten Raumfahrt – Gemini 8 dockt an einen unbemannten Zielsatelliten an. (USA)
- 21. Dezember 1968: Mit Apollo 8 verlassen Menschen zum ersten Mal die Erdumlaufbahn. Die Besatzung besteht aus Frank Borman, James Lovell und William Anders. (USA)
- 16. Juli 1969: Apollo 11, Start zur ersten Mondlandung. Neil Armstrong betritt am 21. Juli 1969 als erster Mensch den Mond, gefolgt von Buzz Aldrin. Michael Collins bleibt im Mondorbit. (USA)
- 17. November 1970: Lunochod 1 befährt als erster Rover einen anderen Himmelskörper, den Mond. (Sowjetunion)
- 15. Dezember 1970: Mit Venera 7 gelingt die erste weiche Landung auf einem anderen Planeten, der Venus. (Sowjetunion)
- 3. Dezember 1973: Pioneer 10 passiert als erste Raumsonde einen der äußeren Planeten des Sonnensystems, den Jupiter. (USA)
- 24. Dezember 1979: Erstflug der europäischen Trägerrakete Ariane 1. (ESA)
- 12. April 1981: Das Space Shuttle Columbia startet zu seinem Erstflug. Es ist das erste teilweise wiederverwendbare Raumtransportsystem. (USA)
- 19. Februar 1986: Der Basisblock der Raumstation Mir wird ins All geschossen. (Sowjetunion)
- 20. November 1998: Mit dem Start des russischen Sarja-Moduls beginnt der Aufbau der Internationalen Raumstation – das bisher größte Projekt in der Raumfahrt.
- 15. Oktober 2003: Yang Liwei startet als erster Chinese mit der Mission Shenzhou 5 ins All.
- 21. Juni 2004: Das SpaceShipOne erreicht als erstes privat betriebenes bemanntes Raumfahrzeug den Weltraum. (USA)
- 24. Oktober 2007: Die Volksrepublik China startet ihre erste Mondsonde Chang’e-1.
- 22. Oktober 2008: Indien startet mit Chandrayaan-1 seine erste Mondmission. (Indien)
- August 2012: Voyager 1 erreicht als erstes von Menschen geschaffenes Objekt den interstellaren Raum. (USA)
- 12. November 2014: Mit der von Rosetta abgesetzten Sonde Philae gelingt erstmals die weiche Landung auf einem Kometen, Tschurjumow-Gerassimenko. (ESA)
- 23. November 2015: Dem US-amerikanischen Raumfahrtunternehmen Blue Origin gelingt mit der New Shepard die erste kontrollierte Landung einer Rakete nach einem Flug in den Weltraum.

## Grundlagen
Moderne Raumfahrtantriebe funktionieren nach dem Rückstoßprinzip (Drittes newtonsches Axiom). Ähnlich einer Kanone, die zurückrollt, wenn eine Kugel abgeschossen wird, bewegt sich eine Rakete vorwärts, wenn sie hinten Masse ausstößt. Die wichtigste Eigenschaft eines Raketentreibstoffs aus antriebstechnischer Sicht ist sein spezifischer Impuls, welcher ein Maß für die Effektivität von Triebwerk und Treibstoff darstellt. Je höher er ist, desto besser sind der Treibstoff und das Triebwerk. Er gibt an, wie lange mit einer Treibstoffmasse M ein Schub von eben dessen Gewichtskraft erzeugt werden kann. Um von einem Himmelskörper wie der Erde senkrecht abheben zu können, muss die Schubkraft größer als die Gewichtskraft sein. Bisher sind nur chemische Raketentriebwerke und nukleare Raketentriebwerke dazu in der Lage.

### Start

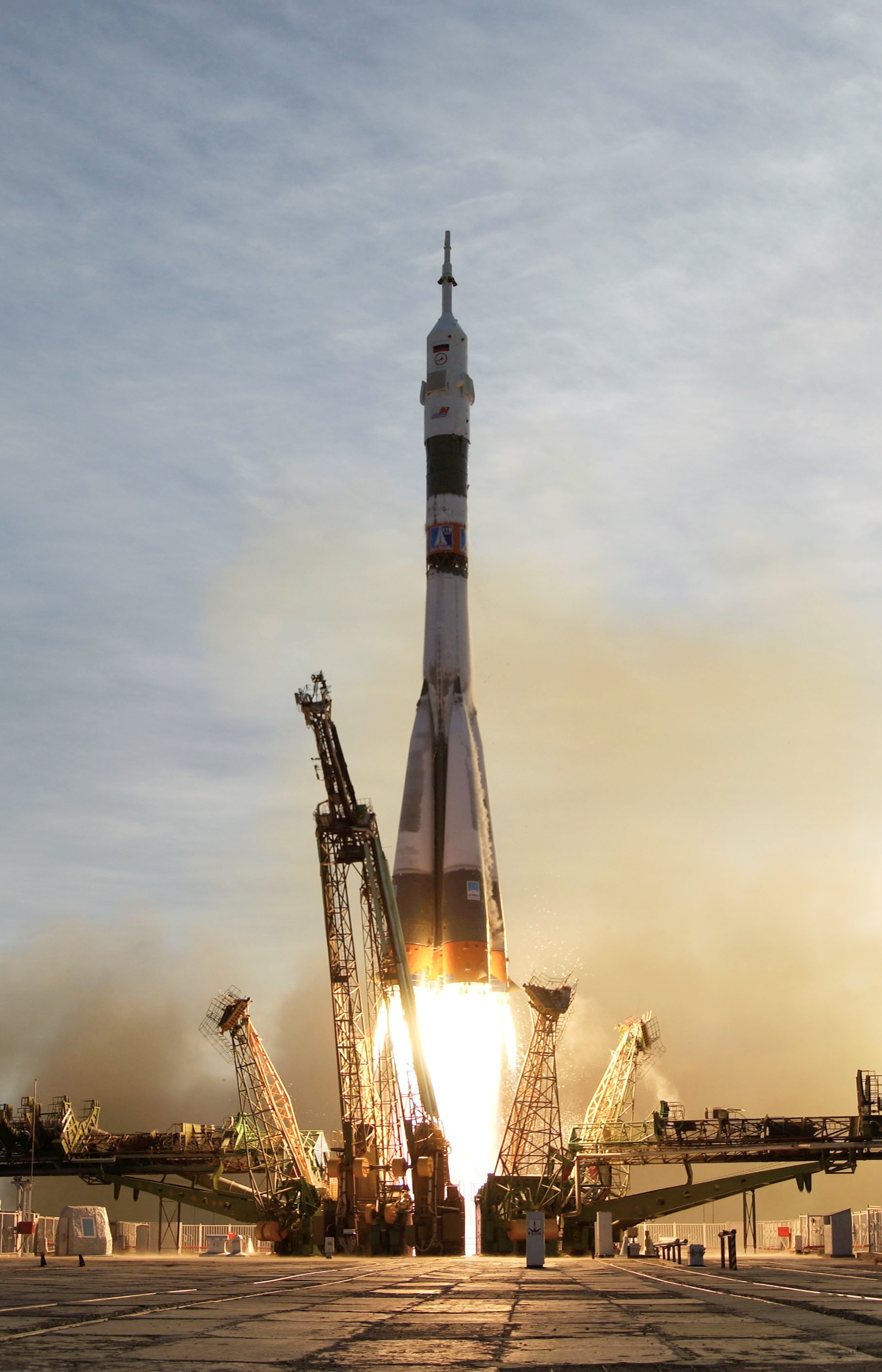
Start einer Sojus-Rakete

Es wird in orbitale und suborbitale Raumfahrt unterschieden. Zur Erreichung eines Orbits muss ein Raumfahrzeug neben der Mindesthöhe auch noch die erste kosmische Geschwindigkeit von rund 7,9 km/s in horizontaler Richtung erreichen, um zu einem Erdsatelliten zu werden. Liegt die Geschwindigkeit darunter, entspricht die Flugbahn einer ballistischen Kurve. Um diese hohe Geschwindigkeit zu erreichen, werden Trägerraketen nach dem Stufenprinzip eingesetzt, dabei wird zwischen Tank-, Triebwerks-, Parallel- und Tandemstufung unterschieden. Der Start einer solchen Trägerrakete erfolgt von einer Startrampe.

### Im All

#### Voraussetzungen
Jedes von Menschenhand geschaffene Objekt, egal ob Raumschiff, Station oder Satellit, benötigt mindestens folgende Komponenten:
- eine Thermalkontrolle, da Wärme im Vakuum nur durch Strahlung ausgetauscht werden kann
- ein Lebenserhaltungssystem, wenn Menschen oder andere Lebewesen vorhanden sind
- ein Kommunikationssystem
- ein Energieversorgungssystem
- ein Lageregelungssystem.

#### Satellit
Ein Satellit (lat. für „Leibwächter“, „Begleiter“) ist in der Raumfahrt ein Raumflugkörper, der einen Himmelskörper – wie einen Planeten oder einen Mond – auf einer elliptischen oder kreisförmigen Umlaufbahn zur Erfüllung wissenschaftlicher, kommerzieller oder militärischer Zwecke umrundet. Satelliten, die auf einer eigenen Umlaufbahn einen anderen Körper als die Erde zu seiner Erforschung umlaufen, werden (auch) Orbiter genannt.

#### Raumfahrzeuge
Als Raumschiffe werden im Allgemeinen alle Fahrzeuge bezeichnet, die zur Fortbewegung im Weltraum geschaffen wurden. Der Hauptantrieb im luftleeren Raum erfolgt durch konventionelle Raketentriebwerke. Sind Menschen an Bord, ist ein Lebenserhaltungssystem notwendig. Raketen die einstufig sind, erreichen nur eine begrenzte Höhe und können deshalb den Anziehungsbereich der Erde nicht verlassen, darum werden Mehrstufenraketen verwendet. Sie bestehen aus mehreren aneinander gekoppelten Raketen.

#### Raumstationen

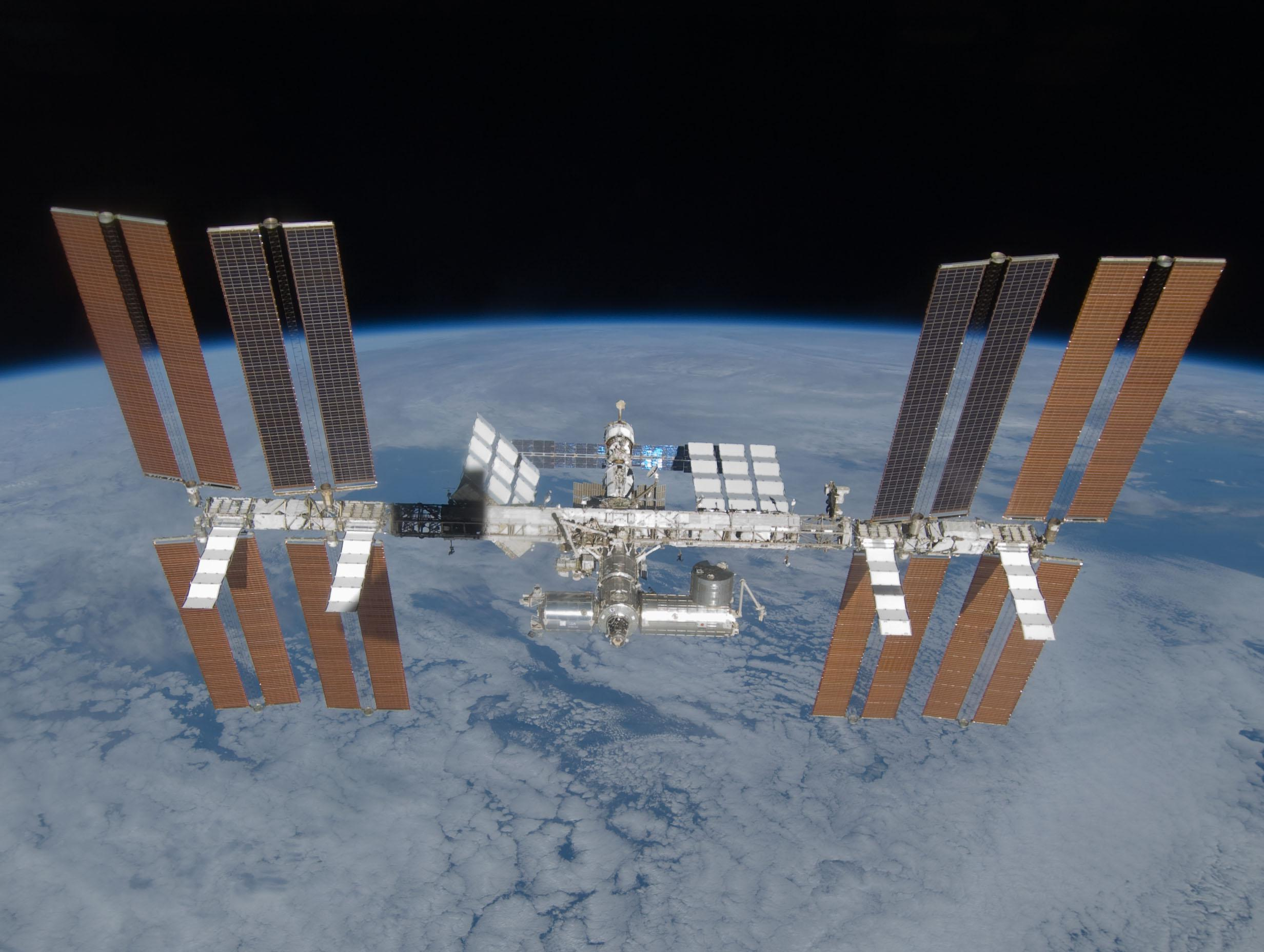
ISS im März 2009

Raumstationen sind, da sie selbst nicht über einen Antrieb zur Fortbewegung oder Landevorrichtungen verfügen, auf Raumfahrzeuge für Transporte angewiesen. Sie beinhalten Labore, Wohnmodule, Luftschleusen und eine Energieversorgung. Technisch herausfordernd beim Betrieb einer Raumstation ist vor allem die Versorgung der Besatzung. Aufgrund der hohen Kosten für Transporte müssen Systeme entwickelt werden, die den Betrieb einer Raumstation weitgehend autark erlauben, das heißt in einem geschlossenen Kreislauf. Besonders bei der Aufbereitung von Wasser und Luft wurden dabei große Fortschritte erzielt. Zum Austausch von Personal werden Raumfahrzeuge eingesetzt, zur Versorgung mit Frachtgütern, Treibstoff und Experimenten werden Raumfrachter eingesetzt.

#### Raumtransporter
Um Raumstationen mit Fracht und Treibstoff zu versorgen, werden Versorgungsschiffe eingesetzt. Diese können auf bemannten Versionen von Raumfahrzeugen basieren, wie zum Beispiel das russische Progress. Andere sind ausschließlich für diesen Zweck verwendbar wie der US-amerikanische Cygnus-Frachter.

#### Raumsonden
Eine Raumsonde ist ein unbemannter Flugkörper, der zu Erkundungszwecken ins Weltall geschickt wird. Im Gegensatz zu einem (Erd-)Satelliten verlässt sie die Umlaufbahn der Erde und fliegt ein entferntes Ziel im Weltraum an, um dieses zu untersuchen. Wegen der oft jahrelangen Dauer von Raumsondenmissionen werden an die technischen Einrichtungen von Raumsonden höchste Anforderungen gestellt. Die Komponenten von Raumsonden werden aufwendigst getestet und im Reinraum zusammengebaut, was die hohen Kosten von Raumsonden erklärt. Ein großes Problem bei Raumsonden gegenüber erdumkreisenden Satelliten ist der große Erdabstand, der lange Laufzeiten der von der Bodenstation ausgesandten Steuerbefehle bewirkt. Aus diesem Grund müssen Raumsonden über Systeme verfügen, die sie in gewissem Umfang von Bodenstationen unabhängig machen. Je nach Aufgabenstellung unterteilt man Raumsonden in:
- Vorbeiflugsonden – Sonden, die nur einen Vorbeiflug an einem Himmelskörper durchführen.
- Orbiter – Sonden, die eine Umlaufbahn um einen Himmelskörper einschlagen.
- Lander – Sonden, die auf einem Himmelskörper landen. Hier ist eine weitere Unterteilung sinnvoll:
  - Hydrobot – eine Sonde, die selbständig die Tiefen unbekannter Gewässer erkunden kann.
  - Kryobot – eine Sonde, die sich durch Eis hindurchschmilzt, um dieses und darunterliegende Medien zu erkunden.
  - Penetrator – eine Raumsonde, die sich bei einer ungebremsten Landung bis zu einige Meter in den zu untersuchenden Himmelskörper bohrt/eindringt.
  - Rover – ein mobiles Landegerät, mit dem größere Regionen erkundet werden können.
  - Probenrückführung (engl. Sample Return) – Sonden, die Proben eines Himmelskörpers oder im Weltraum eingesammelte Partikel zur Erde zurückführen.

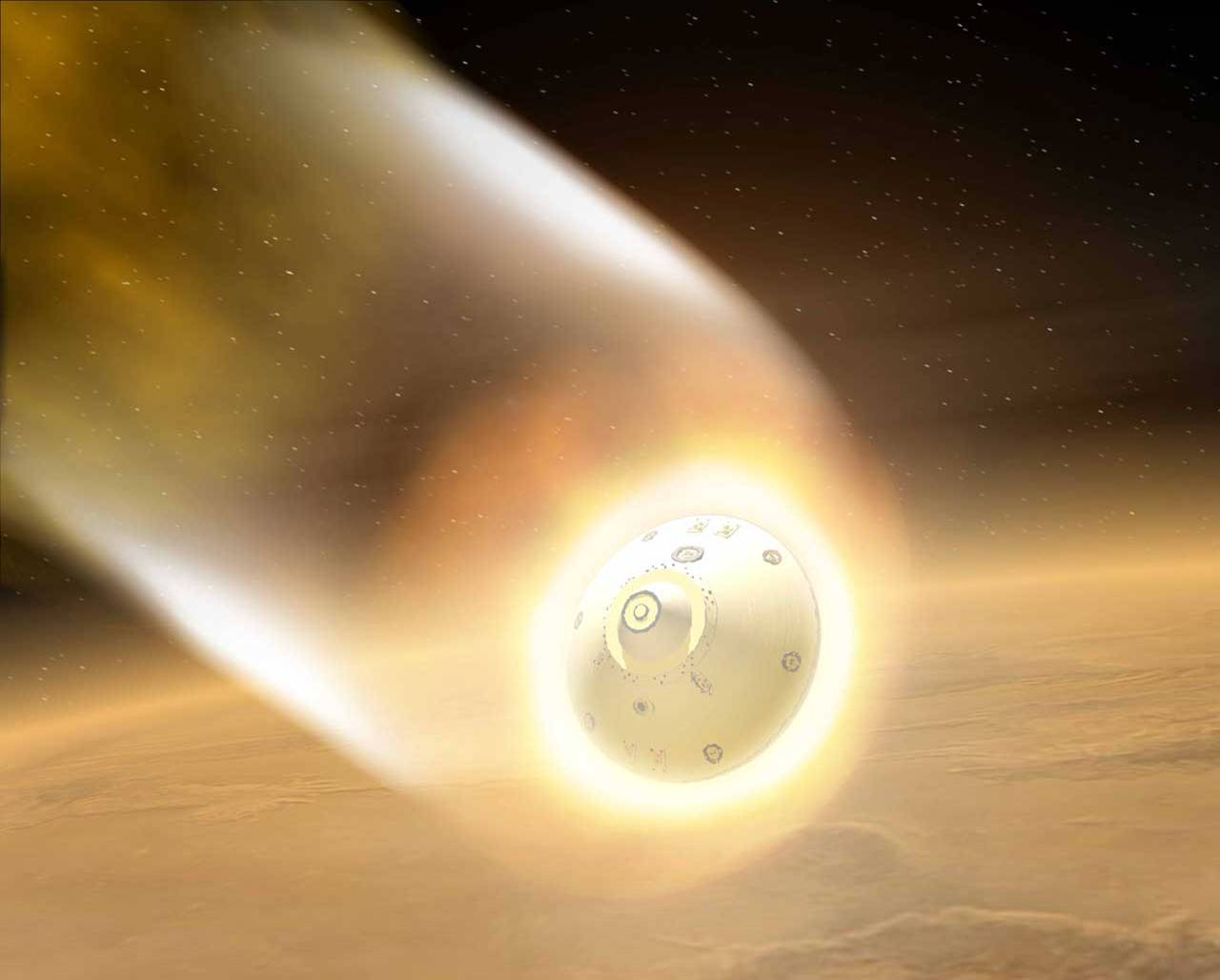
Atmosphärischer Wiedereintritt (künstlerische Darstellung)

### Räumliche Orientierung
Zur Steuerung von Raketenstarts sowie von Satelliten und anderen Raumsonden sowohl in Bezug auf ihre – mehrachsige – Ausrichtung als auch ihre Ortsabweichung von einer geplanten Trajektorie oder dem Soll einer Bahn ist eine genaue Orientierung (im Sinn von Navigieren) im Raum notwendig. Sie erfolgt meist durch Kreiselplattformen, die entweder raumfest ausgerichtet sind (bzgl. astronomisches Koordinatensystem) oder laufend der Erdkrümmung nachjustiert werden. Gestützt und korrigiert wird diese Orientierung durch Sternsensoren. Es gibt auch die gravitative Stabilisierung anhand des natürlichen Schweregradienten.
Siehe auch: Raumlage, räumliche Orientierung

### Landung
Beim Eintritt in die Atmosphäre wird das Raumschiff oder die Raumsonde abgebremst. Dabei treten Temperaturen von über 1000 °C auf. Bei Raumkapseln werden ablative Hitzeschilde eingesetzt, bei wiederverwendbaren Systemen wie dem Space Shuttle Hitzeschutzkacheln. Wenn keine Atmosphäre vorhanden ist, muss die Geschwindigkeit vollständig durch Bremsung mit Raketentriebwerken abgebaut werden, zum Beispiel bei einer Landung auf dem Mond. Das Aufsetzen erfolgt entweder vertikal mit laufenden Triebwerken oder horizontal.

## Raumfahrende Staaten
Zu den Staaten, die aktive Raumfahrt betreiben oder sich umfassend an Programmen anderer Länder oder Staatengruppen beteiligen, zählten (Stand Dezember 2012):
Argentinien, Brasilien, China, Europa (ESA), Indien, Iran, Israel, Japan, Neuseeland, Nordkorea, Russland (und die frühere Sowjetunion), Südkorea und die USA. Die Trägerraketen von Argentinien und Brasilien befinden sich derzeit noch in Entwicklung.

## Kommerzielle und private Raumfahrt
Der erste Bereich der Raumfahrt, der kommerziell nutzbar wurde, waren Kommunikationssatelliten und Fernsehsatelliten. Der erste experimentelle Nachrichtensatellit war der militärische SCORE. Der erste zivile Nachrichtensatellit war der passive Echo 1, und der erste aktive war Telstar. Die passiven Nachrichtensatelliten erwiesen sich als kommerziell nicht nutzbar. Bei Telstar erwies sich die niedrige Umlaufbahn als nicht sinnvoll. Systeme auf niedrigen Umlaufbahnen wurden daher im Westen von den Geostationären Satelliten abgelöst. Der erste funktionsfähige, noch experimentelle war Syncom 2.
Danach gründeten die Fernmeldegesellschaften und Behörden der westlichen Welt zum kommerziellen Einsatz von Nachrichtensatelliten den Satellitenbetreiber Intelsat. In den USA entstanden in den folgenden Jahren auch rein private Satellitenbetreiber. In Europa entstanden ebenfalls in einigen Ländern von staatlichen Fernmeldeverwaltungen betriebene Nachrichtensatellitensysteme, die später eingestellt oder privatisiert wurden. Bei den Fernsehsatelliten konnten sich in Europa staatliche Systeme nie richtig entfalten, und es dominierte von Anfang an das private Astra-System. Nachdem Intelsat privatisiert wurde, werden Kommunikationssatelliten nur noch in Ausnahmefällen von staatlichen Organisationen betrieben, zum Beispiel militärische Nachrichtensatelliten und experimentelle Satelliten. Ebenfalls werden die Startdienste für diese Satelliten meist von privaten Firmen angeboten (z. B. SpaceX, Rocket Lab und Galactic Energy). Die Entwicklung der von ihnen benutzten Trägerraketen wurde jedoch häufig staatlich subventioniert. Vollständig privat finanzierte Trägersysteme sind die Ausnahme.
- Am 21. Juni 2004 erreichte mit SpaceShipOne zum ersten Mal ein ausschließlich von nichtstaatlichen Organisationen finanzierter bemannter Flugkörper die als Grenze zum Weltraum definierte Höhe von 100 Kilometern, ohne jedoch eine Erdumlaufbahn zu erreichen.
- Am 28. September 2008 brachte eine Falcon 1 eine 165 kg schwere Nutzlast erfolgreich in eine 500 mal 700 Kilometer hohe Umlaufbahn. Es war der erste private Satellitentransport mit einer Flüssigkeitsrakete und der erste Start einer vollständig privat finanzierten Orbitalrakete. Die Rakete wurde von SpaceX entwickelt und betrieben.
- Während einer Mission vom 22. Mai 2012 bis zum 31. Mai erreichte ein Dragon-Raumschiff der Firma SpaceX als erstes privat betriebenes, aber staatlich finanziertes Raumschiff die ISS. Die Dragon transportierte 520 kg Fracht zur ISS und landete mit über 600 kg an nicht mehr benötigten Ausrüstungsgegenständen wieder auf der Erde.[7]

## Zukünftige Entwicklung

### Trägersysteme
Kombinierte Luft- und Raumfahrzeuge oder der Weltraumlift sollen die Startkosten weiter senken und der Raumfahrt zu mehr wirtschaftlichem Erfolg verhelfen. Durch die Nanotechnologie ist es gelungen, neue Rohstoffe (Wasser, Aluminium, siehe ALICE) für den Antrieb nutzbar zu machen, die in großen Mengen verfügbar sind und einen Flug mit vergleichsweise harmlosen Emissionen ermöglichen. Über die ingenieurtechnischen Möglichkeiten hinaus geht bisher noch die Vision Eugen Sängers: der Photonenstrahlantrieb, mit dem man andere Sterne und Galaxien erreichen könnte. Um sehr weite Distanzen (wie etwa die Reise zum Mars) schneller zurücklegen zu können, wird zurzeit außerdem an der vielversprechenden Methode EmDrive geforscht, bei der mit Mikrowellen Schub erzeugt wird.

### Forschung
Die Suche nach Leben außerhalb der Erde (Astrobiologie) rückte in den letzten Jahren immer mehr in den Fokus der Argumentationen, aber auch weiterhin wird Grundlagenforschung betrieben werden, zum Beispiel mit dem geplanten James Webb Space Telescope oder der Laser Interferometer Space Antenna.

### Weltraumtourismus
Als Weltraumtourismus werden Vergnügungs- oder Studienreisen in die suborbitale Bahn oder den Erdorbit bezeichnet. Ziele sind zurzeit die Erdumlaufbahn als Flugereignis und die Internationale Raumstation (ISS) für einen Besuch. Die US-Firma Space Adventures plant in Kooperation mit Russland, künftig auch Flüge um den Mond herum anzubieten. In derzeit nicht näher bestimmbarer Zukunft will auch die Firma Virgin Galactic für 200.000 US-Dollar suborbitale Flüge mit dem Raumflugzeug SpaceShipTwo anbieten.

### Mondbasis
Die NASA entwickelte im Rahmen des Constellation Programms die Ares-Trägerfamilie. Dieses wurde jedoch vom damaligen US-Präsident Barack Obama ersatzlos gestrichen. Ziel war es, dass wieder Menschen auf dem Mond landen. Statt nur kurzer Ausflüge sollte diesmal eine Mondbasis errichtet werden. Auf diese Weise hätten neue Forschungsfelder erschlossen werden können.

### Marslandung
Ebenfalls will die NASA nach 2030 Menschen zum Mars schicken. Die Kosten und Herausforderungen sind ungleich größer als bei einem Mondflug.

### Weltraumhotel
Das am weitesten gediehene Projekt stammt von der Firma Bigelow Aerospace, die 1999 von dem US-Amerikaner Robert Bigelow, einem Hotelier und Immobilienmakler, gegründet wurde. Am 12. Juni 2006 startete von Russland aus ein erster Test-Satellit von Bigelow Aerospace mit dem Namen Genesis 1, der die Technologie dafür erproben soll. Am 28. Juni 2007 erfolgte nach mehreren Verschiebungen der Start von Genesis 2 mit einer Dnepr-Rakete. Die Idee besteht darin, Wohnmodule mit aufblasbarer Außenhaut in den Weltraum zu transportieren. Dabei handelt es sich um eine Technologie, die ursprünglich von der NASA entwickelt wurde. Nachdem die Entwicklung eingestellt worden war, erwarb Robert Bigelow die Rechte an einem entsprechenden Patent.

### Rohstoffgewinnung
Viele Asteroiden bzw. NEOs enthalten u. a. Metalle wie Platin, Eisen, Nickel und Metalle der Seltenen Erden. Der Mond hat das für eine Kernfusion verwertbare Helium-3. Angesichts knapper werdender Ressourcen könnte sich die Rohstoffgewinnung auf fremden Himmelskörpern rechnen. Es gibt Konzepte für Asteroidenbergbau.

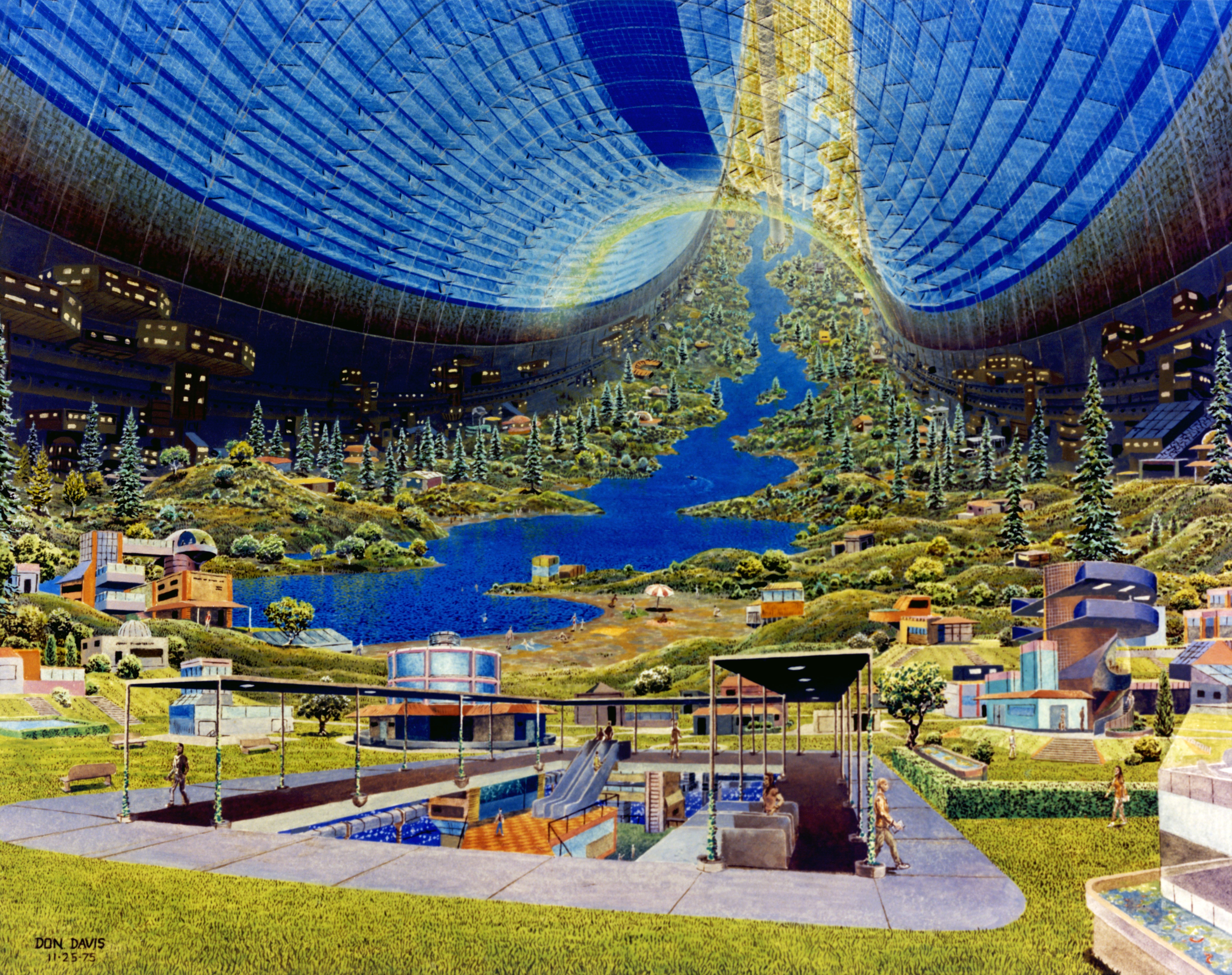
Stanford-Torus im Innern

### Weltraumkolonisierung
Weltraumkolonisierung ist das Konzept eines menschlichen Habitats außerhalb der Erde und damit ein großes Thema der Science-Fiction, aber auch ein Langzeitziel verschiedener nationaler Weltraumprogramme. Entsprechende Kolonien könnten auf Planeten- oder Mondoberflächen oder im Inneren von Asteroiden errichtet werden. Es gibt auch Überlegungen, große Räder oder Röhren im All zu bauen, die durch Rotation künstliche Schwerkraft schaffen.

### Militärische Raumfahrt
Erste Überlegungen für orbitale Waffensysteme und Militarisierung des Weltraums gab es schon in den 1950er Jahren. Der Wettlauf ins All, der Kalte Krieg und das Wettrüsten der USA und der Sowjetunion führten zu militärischer Forschung und Entwicklung auf diesem Gebiet. Für Rüstungsprojekte wie SDI (ab 1984) und später NMD wurden weltraumgestützte Waffentechnologien entwickelt und im kleinen Rahmen zum Teil auch getestet. Die Sowjetunion entwickelte „Killersatelliten“ wie z. B. Poljus (1987) und Prototypen militärischer Raumgleiter wie Uragan. Beide Supermächte betrieben geheime Forschungsprogramme für die Entwicklung von Raumflugzeugen, die in der Lage sein sollten, niedrige Erdumlaufbahnen zu erreichen. Nachdem zuvor auch Tests mit Kernwaffen wie Starfish Prime (1962) in der Exosphäre durchgeführt worden waren, kam es zu Verträgen wie unter anderem dem Vertrag über das Verbot von Kernwaffenversuchen in der Atmosphäre, im Weltraum und unter Wasser (1963) und dem Weltraumvertrag (1967). Technische militärische Aufklärung, Kommunikation, Navigation, Früherkennung und Überwachung aus dem Erdorbit gewannen zunehmend an Bedeutung. Heute (Stand 2011) betreiben einige Nationen wie u. a. die USA, Russland und die Volksrepublik China in unterschiedlichen Umfang militärische Raumfahrt. Es gibt Konzepte für eine zukünftige Planetare Verteidigung.

## Weiterführende Begriffe
- Allgemeine Begriffe: Bemannte Raumfahrt – Raumfähre – Raumfahrer – Raumflugzeug – Raumstation – Raumschiff – Satellit – Raumsonde – Trägerrakete – Weltraummüll
- Wichtige Raumfahrtprogramme/-projekte: Apollo-Programm – Ariane – Bemannter Marsflug – Cassini-Huygens – Galileo (Raumsonde) – Gemini-Programm – Hubble-Weltraumteleskop – Internationale Raumstation – Langer Marsch – Luna-Programm – Mariner – Mars Exploration Rover: Spirit, Opportunity – Mars Express – Mars Global Surveyor – Mercury-Programm – Mars Pathfinder – Pioneer – Mir (Raumstation) – Sojus – Space Shuttle – SpaceShipOne – Sputnik – Surveyor – Venera-Mission – Viking – Voyager-Programm
- Wichtige Ereignisse: Wettlauf ins All – Sputnikschock – Technik & Bahn der ersten Sputniks – Mondlandung
- Listen: Liste der bemannten Raumflüge – Weltraumbahnhöfe – Weltraumorganisation – Zeitleiste der Erkundung des Weltraums – Liste von Katastrophen der Raumfahrt
- Portal Raumfahrt – Portal Astronomie

## Raumfahrtagenturen (Auswahl)

### Europa
- Deutsches Zentrum für Luft- und Raumfahrt (DLR)
- Europäische Weltraumorganisation (ESA)
- Europäischer Weltraumrat (regelt die Zusammenarbeit zwischen der ESA und der EU)
- Centre national d’études spatiales (CNES, Französische Raumfahrtbehörde)
- Agenzia Spaziale Italiana (ASI, Italienische Raumfahrtbehörde)
- Roskosmos (Russische Luft- und Raumfahrtagentur)
- Staatliche Weltraumagentur der Ukraine (SSAU)

### Weltweit
- Comisión Nacional de Actividades Espaciales (CONAE, Argentinische Weltraumbehörde)
- Instituto Nacional de Pesquisas Espaciais (INPE, Brasilianische Weltraumbehörde)
- China National Space Administration (CNSA, Chinesische Raumfahrtagentur)
- Indian Space Research Organisation (ISRO, Indische Raumfahrtbehörde)
- Iranische Weltraumagentur (ISA)
- Israel Space Agency (ISA, Israelische Raumfahrtbehörde)
- Japan Aerospace Exploration Agency (JAXA, Japanische Weltraumagentur)
- Canadian Space Agency (CSA, Kanadische Weltraumagentur)
- Korea Aerospace Research Institute (KARI)
- Malaysische Weltraumagentur (ANGKASA)
- National Aeronautics and Space Administration (NASA, US-Raumfahrtagentur)

## Studium
Für einen Beruf in der Raumfahrt ist der Studiengang Luft- und Raumfahrttechnik einschlägig. Er kann an Universitäten und Fachhochschulen als Bachelor, Master und Diplom studiert werden.